# Château de Montcourt
Le château de Montcourt est un château situé sur la commune de Montcourt, dans le département de la Haute-Saône, en France.

## Historique
L'édifice est inscrit partiellement au titre des monuments historiques par arrêté du 28 octobre 1991.